# Фолт
Фолт (рум. Folt) — село у повіті Хунедоара в Румунії. Входить до складу комуни Раполту-Маре.
Село розташоване на відстані 280 км на північний захід від Бухареста, 19 км на схід від Деви, 105 км на південь від Клуж-Напоки.

## Населення
За даними перепису населення 2002 року у селі проживали 172 особи, усі — румуни. Усі жителі села рідною мовою назвали румунську.